# Agnieszka Dudzińska (socjolog)
Agnieszka Maria Dudzińska, z domu Bartmińska (ur. 5 maja 1965 w Lublinie) – polska socjolog wykładająca na Uniwersytecie Warszawskim.

## Życiorys
W latach 1974–1980 była uczestniczką i animatorką katolickiego Ruchu Światło-Życie. W latach 1977–1983 działała w harcerstwie.
Ukończyła studia socjologiczne na Katolickim Uniwersytecie Lubelskim. W latach 2005–2019 pracowała w Instytucie Studiów Politycznych Polskiej Akademii Nauk, specjalizując się w socjologii polityki i metodologii socjologii. W 2009 obroniła tam doktorat z socjologii pt. Reprezentacja polityczna w Polsce na różnych szczeblach systemu władzy. Od roku 2019 zatrudniona na Uniwersytecie Warszawskim jako adiunkt w Instytucie Profilaktyki Społecznej i Resocjalizacji.
W latach 2013–2014 była zastępcą prezesa ds. programowych w Państwowym Funduszu Rehabilitacji Osób Niepełnosprawnych.
Działa społecznie na rzecz osób niepełnosprawnych: była przewodniczącą Komisji Dialogu Społecznego ds. Mieszkań Chronionych i Komisji Dialogu Społecznego ds. Niepełnosprawności w Warszawie. W 2011 była nominowana do nagrody „Stołek” przyznawanej przez „Gazetę Stołeczną” za działania na rzecz  tworzenia mieszkań chronionych dla osób niepełnosprawnych. Otrzymała też nagrodę czytelników. W latach 2009–2012 działała w stowarzyszeniu Nie-Grzeczne Dzieci. Była członkiem zespołów ekspertów przy Rzeczniku Praw Obywatelskich i Ministrze Edukacji Narodowej. Jest członkiem zespołu Centrum Badań na Niepełnosprawnością.
20 września 2018 została zgłoszona przez Prawo i Sprawiedliwość na stanowisko rzecznika praw dziecka. Podczas głosowania w Sejmie 4 października 2018 nie uzyskała jednak wymaganej bezwzględnej większości głosów. 11 października 2018 jej kandydatura została ponownie zgłoszona przez PiS. 23 października 2018 została wybrana przez Sejm na stanowisko rzecznika praw dziecka. 26 października 2018 Senat nie wyraził jednak zgody na powołanie jej na to stanowisko.
W 2015 ukazała się jej książka pt. System zamknięty. Socjologiczna analiza procesu legislacyjnego (Wydawnictwo Naukowe Scholar, Warszawa 2015, ISBN 978-83-7383-774-4).
Jest zamężna, ma troje dzieci.